# Керенка (приток Вада)
Керенка (Каренка, Дальняя) — река в России, протекает по Вадинскому району Пензенской области. Правый приток реки Вад.

## География
Река образуется слиянием рек Дальняя и Студенец. Течёт на юг и впадает в Вад в центре села Вадинска. Устье реки находится в 185 км по правому берегу реки Вад. Длина реки составляет 14 км.

## Данные водного реестра
По данным государственного водного реестра России относится к Окскому бассейновому округу, водохозяйственный участок реки — Мокша от водомерного поста города Темников и до устья, без реки Цна, речной подбассейн реки — Мокша. Речной бассейн реки — Ока.
Код объекта в государственном водном реестре — 09010200412110000028289.